# Ipimorpha retusa
Ipimorpha retusa là một loài bướm đêm trong họ Noctuidae.

## Hình ảnh

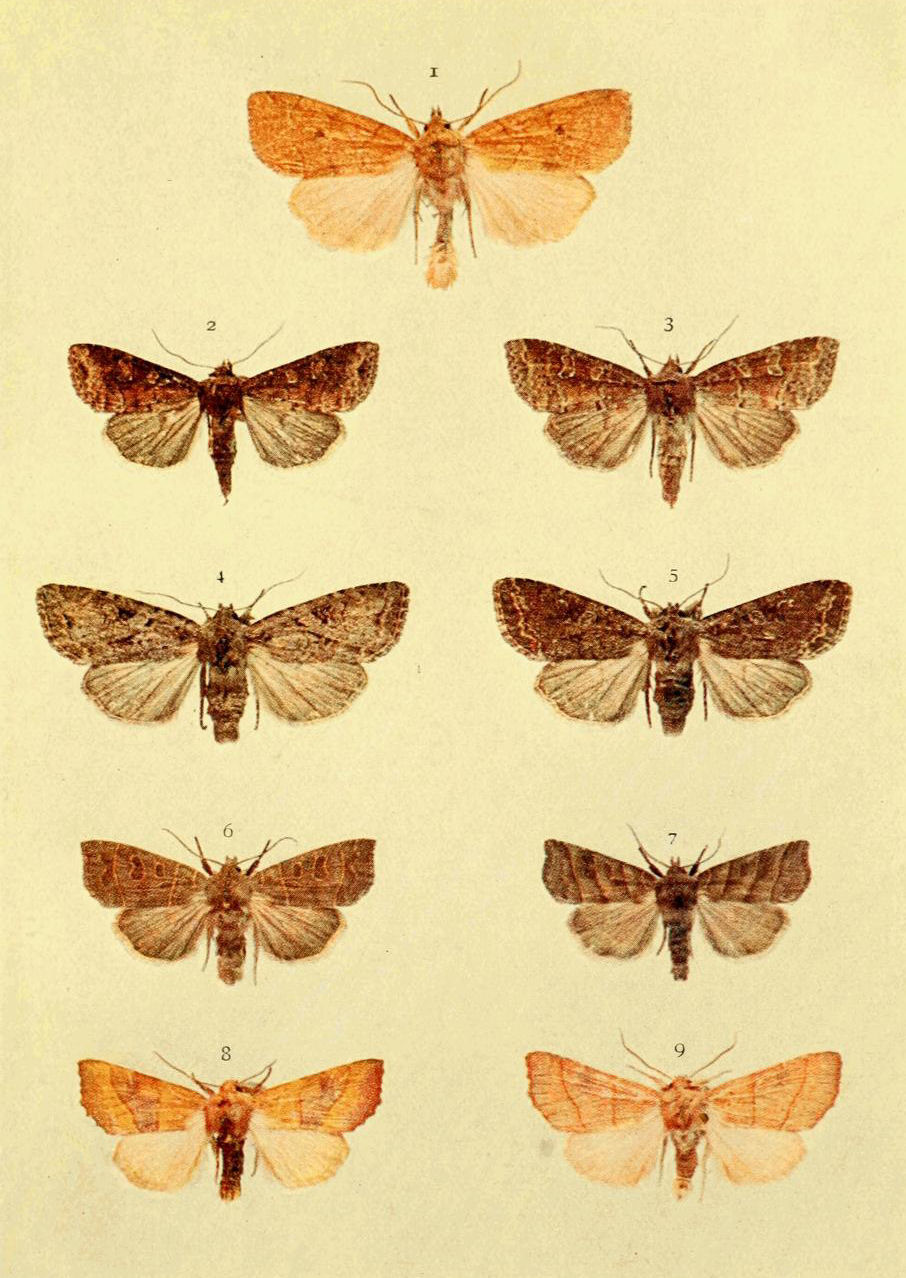